# Bat Out of Hell III: The Monster Is Loose
 (avril 2017).
Si vous disposez d'ouvrages ou d'articles de référence ou si vous connaissez des sites web de qualité traitant du thème abordé ici, merci de compléter l'article en donnant les références utiles à sa vérifiabilité et en les liant à la section « Notes et références ».
Albums de Meat Loaf
Bat Out of Hell: Live with the Melbourne Symphony Orchestra
(2004) Hang Cool Teddy Bear
(2010)
Singles
1. It's All Coming Back to Me Now
Sortie : 16 octobre 2006
2. Cry Over Me
Sortie : 7 mai 2007

Bat Out of Hell III: The Monster Is Loose est le dixième album studio du chanteur de rock américain Meat Loaf.
Surnommé par les fans BOOH3, cet album conclut une trilogie. Il paraît fin octobre 2006, soit près de 30 ans après Bat Out of Hell (1977), et 13 ans après Bat Out of Hell II: Back Into Hell (1993).

## Présentation
Faute de réelle visibilité, la diffusion en France de cet opus est anecdotique, cependant BOOH3 se classe 8e aux États-Unis et 3e dans les charts du Royaume-Uni et du Canada.
Produit par Desmond Child, c'est le seul album de la série qui n'implique pas Jim Steinman dans sa production. L'album est, cependant, l'objet d'un litige entre Meat Loaf et Steinman, ce dernier ayant enregistré la phrase « Bat Out of Hell » comme une marque déposée, tentant ainsi d'empêcher l'emploi de celle-ci dans un album. Finalement, sept chansons écrites par Steinman pour divers autres projets y sont incluses, mais aucune n’est inédite.
Comme pour ses prédécesseurs, l'album a reçu des critiques mitigées.
Une tournée, intitulée The Seize the Night Tour (en), a suivi sa sortie, se concentrant sur les chansons des albums Bat.

### La collaboration de Steinman
Toutes les chansons de Jim Steinman sont écrites pour d'autres projets.
Deux des chansons (It's All Coming Back to Me Now et The Future Ain't What It Used to Be) proviennent de Original Sin (1989), album-concept de Steinman avec le groupe Pandora's Box (en). Par ailleurs, It's All Coming Back to Me Now a déjà été interprétée par Céline Dion.
La démo In the Land of the Pig, the Butcher Is King est originellement prévue pour la comédie musicale Batman (non réalisée à ce jour).
Cry to Heaven est aussi un projet de comédie musicale, basé sur le film musical américain Cry-Baby (1990)  qui est finalement mis en scène sans les airs de Steinman.
Le titre Seize the Night apparaît pour la première fois comme Carpe Noctem dans la comédie musicale en allemand Tanz der Vampire. Il a également été interprété dans sa version en anglais produite à Broadway de 2002, intitulée Dance of the Vampires, et des démos de la chanson en anglais sont largement disponibles à cette époque.
If It Is Not Broke, Break It fait sa première apparition dans le téléfilm de MTV Wuthering Heights (2003), et un enregistrement de la chanson est publié sur le CD de la bande originale.
Enfin, Bad for Good est la chanson titre d'un album de Steinman datant de 1981 dont certaines chansons étaient originellement destinées à Meat Loaf.

## Liste des titres
| 1.    | The Monster is Loose                                           | John 5, Desmond Child, Nikki Sixx            | 7:12 |
| 2.    | Blind as a Bat                                                 | Child, James Michael                         | 5:51 |
| 3.    | It's All Coming Back to Me Now (Duo avec Marion Raven)         | Jim Steinman                                 | 6:05 |
| 4.    | Bad for Good (Featuring Brian May)                             | Steinman                                     | 7:33 |
| 5.    | Cry Over Me                                                    | Diane Warren                                 | 4:40 |
| 6.    | In the Land of the Pig, the Butcher Is King                    | Steinman                                     | 5:38 |
| 7.    | Monstro                                                        | Elena Casals, Child, Holly Knight            | 1:39 |
| 8.    | Alive                                                          | Child, Knight, Michael, Andrea Remanda       | 4:22 |
| 9.    | If God Could Talk                                              | Child, Marti Frederiksen                     | 3:46 |
| 10.   | If It Ain't Broke, Break It                                    | Steinman                                     | 4:50 |
| 11.   | What About Love? (Duo avec Patti Russo)                        | Child, Frederiksen, John Gregory, Russ Irwin | 6:03 |
| 12.   | Seize the Night                                                | Steinman                                     | 9:46 |
| 13.   | The Future Ain't What It Used to Be (Duo avec Jennifer Hudson) | Steinman                                     | 7:54 |
| 14.   | Cry to Heaven                                                  | Steinman                                     | 2:22 |
| 77:35 |                                                                |                                              |      |

### DVD bonus
Une édition limitée est diffusée avec un DVD accompagnant l'album et contenant un court métrage ("Making-of"), la bande-annonce animée, et The Monster Is Loose, un montage vidéo. La version américaine comprend également une galerie de photos et le clip vidéo It's All Coming Back To Me Now.
| 1. | The Monster Is Loose                   | 4:43  |
| 2. | Bat Out Of Hell III - Animated Trailer | 2:08  |
| 3. | The Making-of "Bat Out Of Hell III"    | 10:00 |

| 1. | It's All Coming Back To Me Now (Music Video) |  |
| 2. | Making-of "The Monster Is Loose"             |  |
| 3. | The Monster Is Loose - Montage               |  |
| 4. | The Monster Is Loose - Trailer               |  |
| 5. | Photo Gallery                                |  |

### Versions alternatives
La version Best Buy accompagne l'album d'un titre bonus exclusif : une version live de Testify (extrait de l'album Couldn't Have Said It Better, 2003). Cette piste est initialement annoncée sur le CD lui-même, mais Best Buy choisit d'inclure un encart dans l'emballage donnant aux clients un code pour télécharger la chanson.
La version de Circuit City est accompagnée d'une piste téléchargeable exclusive : une version live de Life Is a Lemon and I Want My Money Back.
Target publie une Limited Tour Edition avec une offre de pré-vente de billets de concerts.
Walmart sort l'album dans le cadre d'un pack exclusif avec le DVD Meat Loaf Bat Out of Hell Classic Albums.
La version de l'album disponible dans l'iTunes Store d'Apple comprend deux morceaux bonus, une version  live de I'd Do Anything for Love, enregistrée lors d'un concert en Australie et Heads Will Roll, chantée par Marion Raven, extrait de son EP du même nom.